# Országok listája a boldogságindex alapján
Országok listája a boldogságindex alapján az ENSZ éves felmérése, amelyet World Happiness Report  címmel jelentet meg a világ országairól.
A jóléttel és annak mérésével foglalkozó elméleti kutatásokat három csoportra bontjuk. Az első – és ez a bölcsője a szubjektív jólét vizsgálatának – alapvetően szociológiai indíttatású, metodikájában a pszichológia és az ökonometria elemeit is vegyíti. A második, a kiterjesztett hasznossági függvényekkel operálók csoportja. A jóléttel kapcsolatos tudományos törekvések harmadik csoportja a kísérleti közgazdaságtan.
Az emberek boldogságának felmérésében a következő szempontokat veszik figyelembe az egyes országoknál: 
- az anyagi jólét az egy főre eső bruttó hazai termék (GDP) alapján
- az egyének mekkora társadalmi támogatásra számíthatnak, ha bajba kerülnek
- a születéskor várható egészséges élettartam hossza
- az egyének mekkora szabadságot élveznek életük fontos döntéseiben
- az egyének mennyire nagylelkűek
- a korrupció mértéke a társadalomban

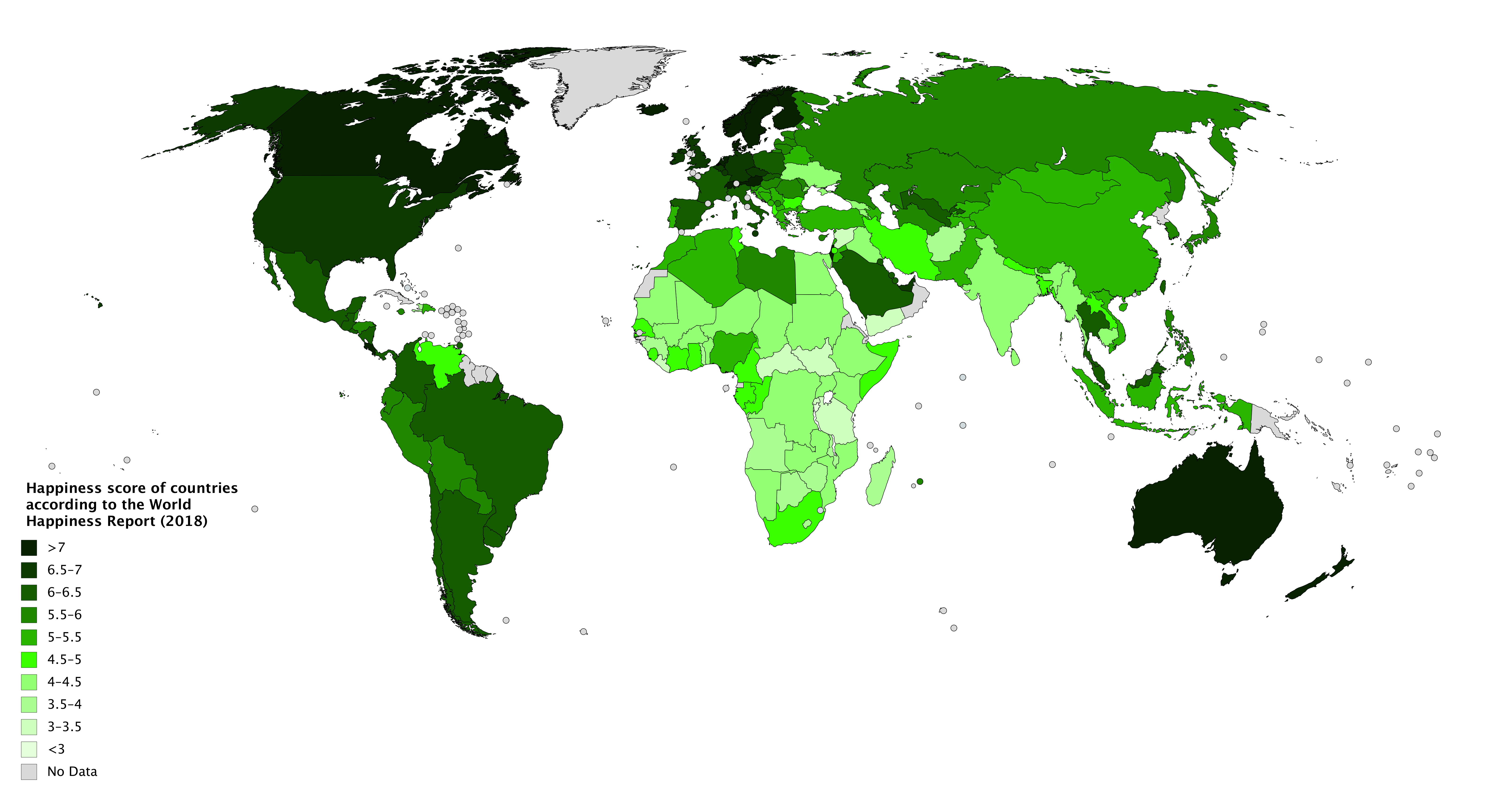
Országok az ENSZ 2018-as jelentésének boldogságindexe alapján

## 2018-as lista
A felmérés alapján az emberek a skandináv országokban, továbbá Svájcban, Hollandiában, Kanadában, Új-Zélandon és Ausztráliában a legboldogabbak.
Magyarország a lista 69. helyére került.
| No. | Ország                          | Pont- szám | GDP/fő | Társadalmi támogatás | Várható egészséges élettartam | Szabadság az élet döntéseiben | Nagylelkűség | Korrupció |
| --- | ------------------------------- | ---------- | ------ | -------------------- | ----------------------------- | ----------------------------- | ------------ | --------- |
| 1   | Finnország                      | 7.632      | 1.305  | 1.592                | 0.874                         | 0.681                         | 0.192        | 0.393     |
| 2   | Norvégia                        | 7.594      | 1.456  | 1.582                | 0.861                         | 0.686                         | 0.286        | 0.340     |
| 3   | Dánia                           | 7.555      | 1.351  | 1.590                | 0.868                         | 0.683                         | 0.284        | 0.408     |
| 4   | Izland                          | 7.495      | 1.343  | 1.644                | 0.914                         | 0.677                         | 0.353        | 0.138     |
| 5   | Svájc                           | 7.487      | 1.420  | 1.549                | 0.927                         | 0.660                         | 0.256        | 0.357     |
| 6   | Hollandia                       | 7.441      | 1.361  | 1.488                | 0.878                         | 0.638                         | 0.333        | 0.295     |
| 7   | Kanada                          | 7.328      | 1.330  | 1.532                | 0.896                         | 0.653                         | 0.321        | 0.291     |
| 8   | Új-Zéland                       | 7.324      | 1.268  | 1.601                | 0.876                         | 0.669                         | 0.365        | 0.389     |
| 9   | Svédország                      | 7.314      | 1.355  | 1.501                | 0.913                         | 0.659                         | 0.285        | 0.383     |
| 10  | Ausztrália                      | 7.272      | 1.340  | 1.573                | 0.910                         | 0.647                         | 0.361        | 0.302     |
| 11  | Izrael                          | 7.190      | 1.244  | 1.433                | 0.888                         | 0.464                         | 0.262        | 0.082     |
| 12  | Ausztria                        | 7.139      | 1.341  | 1.504                | 0.891                         | 0.617                         | 0.242        | 0.224     |
| 13  | Costa Rica                      | 7.072      | 1.010  | 1.459                | 0.817                         | 0.632                         | 0.143        | 0.101     |
| 14  | Írország                        | 6.977      | 1.448  | 1.583                | 0.876                         | 0.614                         | 0.307        | 0.306     |
| 15  | Németország                     | 6.965      | 1.340  | 1.474                | 0.861                         | 0.586                         | 0.273        | 0.280     |
| 16  | Belgium                         | 6.927      | 1.324  | 1.483                | 0.894                         | 0.583                         | 0.188        | 0.240     |
| 17  | Luxemburg                       | 6.910      | 1.576  | 1.520                | 0.896                         | 0.632                         | 0.196        | 0.321     |
| 18  | USA                             | 6.886      | 1.398  | 1.471                | 0.819                         | 0.547                         | 0.291        | 0.133     |
| 19  | Egyesült Királyság              | 6.814      | 1.301  | 1.559                | 0.883                         | 0.533                         | 0.354        | 0.272     |
| 20  | Egyesült Arab Emírségek         | 6.774      | 2.096  | 0.776                | 0.670                         | 0.284                         | 0.186        | N/A       |
| 21  | Csehország                      | 6.711      | 1.233  | 1.489                | 0.854                         | 0.543                         | 0.064        | 0.034     |
| 22  | Málta                           | 6.627      | 1.270  | 1.525                | 0.884                         | 0.645                         | 0.376        | 0.142     |
| 23  | Franciaország                   | 6.489      | 1.293  | 1.466                | 0.908                         | 0.520                         | 0.098        | 0.176     |
| 24  | Mexikó                          | 6.488      | 1.038  | 1.252                | 0.761                         | 0.479                         | 0.069        | 0.095     |
| 25  | Chile                           | 6.476      | 1.131  | 1.331                | 0.808                         | 0.431                         | 0.197        | 0.061     |
| 26  | Tajvan                          | 6.441      | 1.365  | 1.436                | 0.857                         | 0.418                         | 0.151        | 0.078     |
| 27  | Panama                          | 6.430      | 1.112  | 1.438                | 0.759                         | 0.597                         | 0.125        | 0.063     |
| 28  | Brazília                        | 6.419      | 0.986  | 1.474                | 0.675                         | 0.493                         | 0.110        | 0.088     |
| 29  | Argentína                       | 6.388      | 1.073  | 1.468                | 0.744                         | 0.570                         | 0.062        | 0.054     |
| 30  | Guatemala                       | 6.382      | 0.781  | 1.268                | 0.608                         | 0.604                         | 0.179        | 0.071     |
| 31  | Uruguay                         | 6.379      | 1.093  | 1.459                | 0.771                         | 0.625                         | 0.130        | 0.155     |
| 32  | Katar                           | 6.374      | 1.649  | 1.303                | 0.748                         | 0.654                         | 0.256        | 0.171     |
| 33  | Szaúd-Arábia                    | 6.371      | 1.379  | 1.331                | 0.633                         | 0.509                         | 0.098        | 0.127     |
| 34  | Szingapúr                       | 6.343      | 1.529  | 1.451                | 1.008                         | 0.631                         | 0.261        | 0.457     |
| 35  | Malajzia                        | 6.322      | 1.161  | 1.258                | 0.669                         | 0.356                         | 0.311        | 0.059     |
| 36  | Spanyolország                   | 6.310      | 1.251  | 1.538                | 0.965                         | 0.449                         | 0.142        | 0.074     |
| 37  | Kolumbia                        | 6.260      | 0.960  | 1.439                | 0.635                         | 0.531                         | 0.099        | 0.039     |
| 38  | Trinidad és Tobago              | 6.192      | 1.223  | 1.492                | 0.564                         | 0.575                         | 0.171        | 0.019     |
| 39  | Szlovákia                       | 6.173      | 1.210  | 1.537                | 0.776                         | 0.354                         | 0.118        | 0.014     |
| 40  | El Salvador                     | 6.167      | 0.806  | 1.231                | 0.639                         | 0.461                         | 0.065        | 0.082     |
| 41  | Nicaragua                       | 6.141      | 0.668  | 1.319                | 0.700                         | 0.527                         | 0.208        | 0.128     |
| 42  | Lengyelország                   | 6.123      | 1.176  | 1.448                | 0.781                         | 0.546                         | 0.108        | 0.064     |
| 43  | Bahrein                         | 6.105      | 1.338  | 1.366                | 0.698                         | 0.594                         | 0.243        | 0.123     |
| 44  | Üzbegisztán                     | 6.096      | 0.719  | 1.584                | 0.605                         | 0.724                         | 0.328        | 0.259     |
| 45  | Kuvait                          | 6.083      | 1.474  | 1.301                | 0.675                         | 0.554                         | 0.167        | 0.106     |
| 46  | Thaiföld                        | 6.072      | 1.016  | 1.417                | 0.707                         | 0.637                         | 0.364        | 0.029     |
| 47  | Olaszország                     | 6.000      | 1.264  | 1.501                | 0.946                         | 0.281                         | 0.137        | 0.028     |
| 48  | Ecuador                         | 5.973      | 0.889  | 1.330                | 0.736                         | 0.556                         | 0.114        | 0.120     |
| 49  | Belize                          | 5.956      | 0.807  | 1.101                | 0.474                         | 0.593                         | 0.183        | 0.089     |
| 50  | Litvánia                        | 5.952      | 1.197  | 1.527                | 0.716                         | 0.350                         | 0.026        | 0.006     |
| 51  | Szlovénia                       | 5.948      | 1.219  | 1.506                | 0.856                         | 0.633                         | 0.160        | 0.051     |
| 52  | Románia                         | 5.945      | 1.116  | 1.219                | 0.726                         | 0.528                         | 0.088        | 0.001     |
| 53  | Lettország                      | 5.933      | 1.148  | 1.454                | 0.671                         | 0.363                         | 0.092        | 0.066     |
| 54  | Japán                           | 5.915      | 1.294  | 1.462                | 0.988                         | 0.553                         | 0.079        | 0.150     |
| 55  | Mauritius                       | 5.891      | 1.090  | 1.387                | 0.684                         | 0.584                         | 0.245        | 0.050     |
| 56  | Jamaica                         | 5.890      | 0.819  | 1.493                | 0.693                         | 0.575                         | 0.096        | 0.031     |
| 57  | Dél-Korea                       | 5.875      | 1.266  | 1.204                | 0.955                         | 0.244                         | 0.175        | 0.051     |
| 58  | Észak-Ciprus                    | 5.835      | 1.229  | 1.211                | 0.909                         | 0.495                         | 0.179        | 0.154     |
| 59  | Oroszország                     | 5.810      | 1.151  | 1.479                | 0.599                         | 0.399                         | 0.065        | 0.025     |
| 60  | Kazahsztán                      | 5.790      | 1.143  | 1.516                | 0.631                         | 0.454                         | 0.148        | 0.121     |
| 61  | Ciprus                          | 5.762      | 1.229  | 1.191                | 0.909                         | 0.423                         | 0.202        | 0.035     |
| 62  | Bolívia                         | 5.752      | 0.751  | 1.223                | 0.508                         | 0.606                         | 0.141        | 0.054     |
| 63  | Észtország                      | 5.739      | 1.200  | 1.532                | 0.737                         | 0.553                         | 0.086        | 0.174     |
| 64  | Paraguay                        | 5.681      | 0.835  | 1.522                | 0.615                         | 0.541                         | 0.162        | 0.074     |
| 65  | Peru                            | 5.663      | 0.934  | 1.249                | 0.674                         | 0.530                         | 0.092        | 0.034     |
| 66  | Koszovó                         | 5.662      | 0.855  | 1.230                | 0.578                         | 0.448                         | 0.274        | 0.023     |
| 67  | Moldova                         | 5.640      | 0.657  | 1.301                | 0.620                         | 0.232                         | 0.171        | 0.000     |
| 68  | Türkmenisztán                   | 5.636      | 1.016  | 1.533                | 0.517                         | 0.417                         | 0.199        | 0.037     |
| 69  | Magyarország                    | 5.620      | 1.171  | 1.401                | 0.732                         | 0.259                         | 0.061        | 0.022     |
| 70  | Líbia                           | 5.566      | 0.985  | 1.350                | 0.553                         | 0.496                         | 0.116        | 0.148     |
| 71  | Fülöp-szigetek                  | 5.524      | 0.775  | 1.312                | 0.513                         | 0.643                         | 0.120        | 0.105     |
| 72  | Honduras                        | 5.504      | 0.620  | 1.205                | 0.622                         | 0.459                         | 0.197        | 0.074     |
| 73  | Fehéroroszország                | 5.483      | 1.039  | 1.498                | 0.700                         | 0.307                         | 0.101        | 0.154     |
| 74  | Törökország                     | 5.483      | 1.148  | 1.380                | 0.686                         | 0.324                         | 0.106        | 0.109     |
| 75  | Pakisztán                       | 5.472      | 0.652  | 0.810                | 0.424                         | 0.334                         | 0.216        | 0.113     |
| 76  | Hongkong                        | 5.430      | 1.405  | 1.290                | 1.030                         | 0.524                         | 0.246        | 0.291     |
| 77  | Portugália                      | 5.410      | 1.188  | 1.429                | 0.884                         | 0.562                         | 0.055        | 0.017     |
| 78  | Szerbia                         | 5.398      | 0.975  | 1.369                | 0.685                         | 0.288                         | 0.134        | 0.043     |
| 79  | Görögország                     | 5.358      | 1.154  | 1.202                | 0.879                         | 0.131                         | 0.000        | 0.044     |
| 80  | Tádzsikisztán                   | 5.358      | 0.474  | 1.179                | 0.598                         | 0.503                         | 0.214        | 0.136     |
| 81  | Montenegró                      | 5.347      | 1.017  | 1.279                | 0.729                         | 0.259                         | 0.111        | 0.081     |
| 82  | Horvátország                    | 5.321      | 1.115  | 1.161                | 0.737                         | 0.380                         | 0.120        | 0.039     |
| 83  | Dominikai Köztársaság           | 5.302      | 0.982  | 1.441                | 0.614                         | 0.578                         | 0.120        | 0.106     |
| 84  | Algéria                         | 5.295      | 0.979  | 1.154                | 0.687                         | 0.077                         | 0.055        | 0.135     |
| 85  | Marokkó                         | 5.254      | 0.779  | 0.797                | 0.669                         | 0.460                         | 0.026        | 0.074     |
| 86  | Kína                            | 5.246      | 0.989  | 1.142                | 0.799                         | 0.597                         | 0.029        | 0.103     |
| 87  | Azerbajdzsán                    | 5.201      | 1.024  | 1.161                | 0.603                         | 0.430                         | 0.031        | 0.176     |
| 88  | Libanon                         | 5.199      | 0.965  | 1.166                | 0.785                         | 0.292                         | 0.187        | 0.034     |
| 89  | Macedónia                       | 5.185      | 0.959  | 1.239                | 0.691                         | 0.394                         | 0.173        | 0.052     |
| 90  | Jordánia                        | 5.161      | 0.822  | 1.265                | 0.645                         | 0.468                         | 0.130        | 0.134     |
| 91  | Nigéria                         | 5.155      | 0.689  | 1.172                | 0.048                         | 0.462                         | 0.201        | 0.032     |
| 92  | Kirgizisztán                    | 5.131      | 0.530  | 1.416                | 0.594                         | 0.540                         | 0.281        | 0.035     |
| 93  | Bosznia-Hercegovina             | 5.129      | 0.915  | 1.078                | 0.758                         | 0.280                         | 0.216        | 0.000     |
| 94  | Mongólia                        | 5.125      | 0.914  | 1.517                | 0.575                         | 0.395                         | 0.253        | 0.032     |
| 95  | Vietnam                         | 5.103      | 0.715  | 1.365                | 0.702                         | 0.618                         | 0.177        | 0.079     |
| 96  | Indonézia                       | 5.093      | 0.899  | 1.215                | 0.522                         | 0.538                         | 0.484        | 0.018     |
| 97  | Bhután                          | 5.082      | 0.796  | 1.335                | 0.527                         | 0.541                         | 0.364        | 0.171     |
| 98  | Szomália                        | 4.982      | 0.000  | 0.712                | 0.115                         | 0.674                         | 0.238        | 0.282     |
| 99  | Kamerun                         | 4.975      | 0.535  | 0.891                | 0.182                         | 0.454                         | 0.183        | 0.043     |
| 100 | Bulgária                        | 4.933      | 1.054  | 1.515                | 0.712                         | 0.359                         | 0.064        | 0.009     |
| 101 | Nepál                           | 4.880      | 0.425  | 1.228                | 0.539                         | 0.526                         | 0.302        | 0.078     |
| 102 | Venezuela                       | 4.806      | 0.996  | 1.469                | 0.657                         | 0.133                         | 0.056        | 0.052     |
| 103 | Gabon                           | 4.758      | 1.036  | 1.164                | 0.404                         | 0.356                         | 0.032        | 0.052     |
| 104 | Palesztina                      | 4.743      | 0.642  | 1.217                | 0.602                         | 0.266                         | 0.086        | 0.076     |
| 105 | Dél-afrikai Köztársaság         | 4.724      | 0.940  | 1.410                | 0.330                         | 0.516                         | 0.103        | 0.056     |
| 106 | Irán                            | 4.707      | 1.059  | 0.771                | 0.691                         | 0.459                         | 0.282        | 0.129     |
| 107 | Elefántcsontpart                | 4.671      | 0.541  | 0.872                | 0.080                         | 0.467                         | 0.146        | 0.103     |
| 108 | Ghána                           | 4.657      | 0.592  | 0.896                | 0.337                         | 0.499                         | 0.212        | 0.029     |
| 109 | Szenegál                        | 4.631      | 0.429  | 1.117                | 0.433                         | 0.406                         | 0.138        | 0.082     |
| 110 | Laosz                           | 4.623      | 0.720  | 1.034                | 0.441                         | 0.626                         | 0.230        | 0.174     |
| 111 | Tunézia                         | 4.592      | 0.900  | 0.906                | 0.690                         | 0.271                         | 0.040        | 0.063     |
| 112 | Albánia                         | 4.586      | 0.916  | 0.817                | 0.790                         | 0.419                         | 0.149        | 0.032     |
| 113 | Sierra Leone                    | 4.571      | 0.256  | 0.813                | 0.000                         | 0.355                         | 0.238        | 0.053     |
| 114 | Kongói Köztársaság              | 4.559      | 0.682  | 0.811                | 0.343                         | 0.514                         | 0.091        | 0.077     |
| 115 | Banglades                       | 4.500      | 0.532  | 0.850                | 0.579                         | 0.580                         | 0.153        | 0.144     |
| 116 | Srí Lanka                       | 4.471      | 0.918  | 1.314                | 0.672                         | 0.585                         | 0.307        | 0.050     |
| 117 | Irak                            | 4.456      | 1.010  | 0.971                | 0.536                         | 0.304                         | 0.148        | 0.095     |
| 118 | Mali                            | 4.447      | 0.370  | 1.233                | 0.152                         | 0.367                         | 0.139        | 0.056     |
| 119 | Namíbia                         | 4.441      | 0.874  | 1.281                | 0.365                         | 0.519                         | 0.051        | 0.064     |
| 120 | Kambodzsa                       | 4.433      | 0.549  | 1.088                | 0.457                         | 0.696                         | 0.256        | 0.065     |
| 121 | Burkina Faso                    | 4.424      | 0.314  | 1.097                | 0.254                         | 0.312                         | 0.175        | 0.128     |
| 122 | Egyiptom                        | 4.419      | 0.885  | 1.025                | 0.553                         | 0.312                         | 0.092        | 0.107     |
| 123 | Mozambik                        | 4.417      | 0.198  | 0.902                | 0.173                         | 0.531                         | 0.206        | 0.158     |
| 124 | Kenya                           | 4.410      | 0.493  | 1.048                | 0.454                         | 0.504                         | 0.352        | 0.055     |
| 125 | Zambia                          | 4.377      | 0.562  | 1.047                | 0.295                         | 0.503                         | 0.221        | 0.082     |
| 126 | Mauritánia                      | 4.356      | 0.557  | 1.245                | 0.292                         | 0.129                         | 0.134        | 0.093     |
| 127 | Etiópia                         | 4.350      | 0.308  | 0.950                | 0.391                         | 0.452                         | 0.220        | 0.146     |
| 128 | Grúzia                          | 4.340      | 0.853  | 0.592                | 0.643                         | 0.375                         | 0.038        | 0.215     |
| 129 | Örményország                    | 4.321      | 0.816  | 0.990                | 0.666                         | 0.260                         | 0.077        | 0.028     |
| 130 | Mianmar                         | 4.308      | 0.682  | 1.174                | 0.429                         | 0.580                         | 0.598        | 0.178     |
| 131 | Csád                            | 4.301      | 0.358  | 0.907                | 0.053                         | 0.189                         | 0.181        | 0.060     |
| 132 | Kongói Demokratikus Köztársaság | 4.245      | 0.069  | 1.136                | 0.204                         | 0.312                         | 0.197        | 0.052     |
| 133 | India                           | 4.190      | 0.721  | 0.747                | 0.485                         | 0.539                         | 0.172        | 0.093     |
| 134 | Niger                           | 4.166      | 0.131  | 0.867                | 0.221                         | 0.390                         | 0.175        | 0.099     |
| 135 | Uganda                          | 4.161      | 0.322  | 1.090                | 0.237                         | 0.450                         | 0.259        | 0.061     |
| 136 | Benin                           | 4.141      | 0.378  | 0.372                | 0.240                         | 0.440                         | 0.163        | 0.067     |
| 137 | Szudán                          | 4.139      | 0.605  | 1.240                | 0.312                         | 0.016                         | 0.134        | 0.082     |
| 138 | Ukrajna                         | 4.103      | 0.793  | 1.413                | 0.609                         | 0.163                         | 0.187        | 0.011     |
| 139 | Togo                            | 3.999      | 0.259  | 0.474                | 0.253                         | 0.434                         | 0.158        | 0.101     |
| 140 | Guinea                          | 3.964      | 0.344  | 0.792                | 0.211                         | 0.394                         | 0.185        | 0.094     |
| 141 | Lesotho                         | 3.808      | 0.472  | 1.215                | 0.079                         | 0.423                         | 0.116        | 0.112     |
| 142 | Angola                          | 3.795      | 0.730  | 1.125                | 0.269                         | 0.000                         | 0.079        | 0.061     |
| 143 | Madagaszkár                     | 3.774      | 0.262  | 0.908                | 0.402                         | 0.221                         | 0.155        | 0.049     |
| 144 | Zimbabwe                        | 3.692      | 0.357  | 1.094                | 0.248                         | 0.406                         | 0.132        | 0.099     |
| 145 | Afganisztán                     | 3.632      | 0.332  | 0.537                | 0.255                         | 0.085                         | 0.191        | 0.036     |
| 146 | Botswana                        | 3.590      | 1.017  | 1.174                | 0.417                         | 0.557                         | 0.042        | 0.092     |
| 147 | Malawi                          | 3.587      | 0.186  | 0.541                | 0.306                         | 0.531                         | 0.210        | 0.080     |
| 148 | Haiti                           | 3.582      | 0.315  | 0.714                | 0.289                         | 0.025                         | 0.392        | 0.104     |
| 149 | Libéria                         | 3.495      | 0.076  | 0.858                | 0.267                         | 0.419                         | 0.206        | 0.030     |
| 150 | Szíria                          | 3.462      | 0.689  | 0.382                | 0.539                         | 0.088                         | 0.376        | 0.144     |
| 151 | Ruanda                          | 3.408      | 0.332  | 0.896                | 0.400                         | 0.636                         | 0.200        | 0.444     |
| 152 | Jemen                           | 3.355      | 0.442  | 1.073                | 0.343                         | 0.244                         | 0.083        | 0.064     |
| 153 | Tanzánia                        | 3.303      | 0.455  | 0.991                | 0.381                         | 0.481                         | 0.270        | 0.097     |
| 154 | Dél-Szudán                      | 3.254      | 0.337  | 0.608                | 0.177                         | 0.112                         | 0.224        | 0.106     |
| 155 | Közép-afrikai Köztársaság       | 3.083      | 0.024  | 0.000                | 0.010                         | 0.305                         | 0.218        | 0.038     |
| 156 | Burundi                         | 2.905      | 0.091  | 0.627                | 0.145                         | 0.065                         | 0.149        | 0.076     |